# Малышев, Леонид Иванович
Леонид Иванович Малышев (1931, Капустино, Ленинградская область — 2014) — ботаник, заслуженный деятель науки Российской Федерации (2006), лауреат премии имени В. Л. Комарова (1972).

## Биография
Родился 3 марта 1931 года в деревне Капустино Маловишерского района (ныне — Новгородской области).
Первые три класса начальной школы окончил в Больше-Пеховской школе. С 1940 жил и учился в городе Боровичи Новгородской области. Уже в школьные годы проявил глубокий интерес к окружающей природе. Начиная с младших классов, постоянно общался с сотрудниками местного краеведческого музея, участвовал в экскурсиях и небольших экспедициях в окрестностях города.
В 1948 году поступил на отделение селекции и семеноводства агрономического факультета Тимирязевской сельскохозяйственной академии в Москве. Проучившись полгода, в феврале 1949 перешел на биолого-почвенный факультет МГУ, который окончил с отличием в 1953 году.
По окончании МГУ поступил в аспирантуру Восточно-Сибирского филиала АН СССР в Иркутске.
В 1958 году защитил кандидатскую диссертацию, тема: «Растительность лесного пояса побережий Северного Байкала».
С 1958 до 1976 годы работал в Биологическом институте ВСФ АН СССР, переименованного впоследствии в Сибирский институт физиологии и биохимии растений СО АН СССР.
В течение восьми лет (1957—1964) занимался планомерным обследованием высокогорной флоры Восточного Саяна. Ему удалось собрать исчерпывающие сведения о флоре этой горной страны. Материалы исследований опубликованы в 1965 в виде монографии «Высокогорная флора Восточного Саяна», явившейся одновременно и докторской диссертацией, успешно защищенной в г. Ленинграде. В том же году была опубликована и большая сводка «Проблемы генезиса высокогорной флоры Восточных Саян».
C 1964 года — заведующий лабораторией флоры и растительных ресурсов.
В 1976 году вместе с сотрудниками лаборатории переехал из Иркутска в Новосибирск в Центральный сибирский ботанический сад СО АН СССР. В течение многих лет руководил лабораторией систематики высших сосудистых растений и флорогенетики, с 1976 по 1983 был директором института.
Умер 12 сентября 2014 года. Похоронен на Южном кладбище Новосибирска.

## Научная и общественная деятельность
Ведущий специалист в области сравнительной флористики, систематики высших сосудистых растений, ботанической географии и флорогенетики, один из крупнейших исследователей флоры Сибири.
Под его руководством велись исследования высокогорной флоры Станового нагорья, которые были завершены изданием коллективной монографии «Высокогорная флора Станового нагорья», затем проведены исследования большого горного массива Путорана (Заенисейский север), обобщенные в коллективной монографии «Флора Путорана».
При его активном участии в 1969 году в Иркутске был проведен Всесоюзный симпозиум по проблеме «История флоры и растительности высокогорий Северной Азии», а также объединенными усилиями нескольких организаций СССР был подготовлен и издан атлас ареалов «Эндемичные высокогорные растения Северной Азии».
Несколько лет принимал участие в работах комплексной Международной экспедиции, организованной Иркутским и Монгольским государственными университетами для обследования природных ресурсов в районе озера Хубсугул в МНР. В качестве главы советской делегации работал в 1978 в США в составе советско-американской ботанической экспедиции, организованной на основе межправительственного соглашения о совместных исследованиях в области охраны окружающей среды.
Провел детальное изучение систематики и хорологии растений, разработал методические подходы к флористическому районированию Сибири, Северной Азии и других территорий. Был организатором и участником многочисленных экспедиций в труднодоступные горные массивы Сибири. Под руководством и при его активном участии составлены обобщающие сводки по флоре Центральной Сибири, плато Путорана, Станового нагорья; одним из первых начал разработку научных основ охраны редких и исчезающих растений Сибири. Описал больше десятка новых для науки видов растений.
Стал идейным организатором и одним из авторов коллективной многотомной сводки «Флора Сибири», главным редактором этого издания. Ещё до полного завершения издания в России тома «Флоры Сибири» начали переводиться и издаваться в США. В общей сложности им опубликовано около 200 научных работ, изданных в России и за рубежом, в том числе монографии «Высокогорная флора Восточного Саяна», «Определитель высокогорных растений Южной Сибири» (Л., 1968) и др.
Под руководством Л. И. Малышева значительно пополнены коллекции гербария, защищены кандидатские и докторские диссертации по систематике и хорологии отдельных родов и семейств, сформировалась научная школа высококвалифицированных специалистов-ботаников.

## Сочинения Л. И. Малышева
- В краю снежных вершин. Путешествия ботаника по Восточному Саяну: мемуары. — Кемерово: КРЭОО «Ирбис», 2007.
- Конспект флоры Сибири: Сосудистые растения. — Новосибирск: Наука, 2005.
- Нуждаются в охране — редкие и исчезающие растения Центральной Сибири. — Новосибирск: Наука, 1979. (в соавт.)
- Охрана генофонда природной флоры. — Новосибирск: Наука, 1983.

## Награды
- Премия имени В. Л. Комарова (1972) — за серию научных работ по изучению высокогорной флоры Южной Сибири
- Заслуженный деятель науки Российской Федерации (2006)